# Jim Bridenstine
James Frederick Bridenstine, detto Jim (Ann Arbor, 15 giugno 1975), è un politico statunitense, ex amministratore della NASA e in precedenza membro della Camera dei Rappresentanti per lo stato dell'Oklahoma dal 2013 al 2018.

## Biografia
Nato ad Ann Arbor, Bridenstine frequentò l'Università Rice e ottenne un MBA dalla Cornell University. Dopo gli studi Bridenstine divenne consulente di affari e si arruolò nella marina, dove si occupò principalmente di pilotare E-2C. Nel 2007 passò nelle riserve, dove tuttora ha il grado di capitano di corvetta.
Nel 2012 entrò in politica con il Partito Repubblicano e si candidò alla Camera dei Rappresentanti. Nelle primarie affrontò e sconfisse il deputato in carica John Sullivan e successivamente vinse anche le elezioni generali, riuscendo a divenire deputato.
Nel 2013 è stato fortemente criticato per aver assunto posizioni antiscientifiche riguardo agli indicatori del cambiamento climatico. In particolare, ha affermato che la temperatura media globale non stesse più aumentando da una decina di anni. Affermazione completamente priva di fondamento e smentita dai dati sulle temperature medie raccolte dalle istituzioni scientifiche, come la NASA.

## La nomina alla NASA
Il 1º settembre 2017 è stato nominato dall'amministrazione Trump per presiedere la direzione della NASA.
Sostenitore di alternative commerciali alle attività spaziali federali, Bridenstine ha criticato il consenso della comunità scientifica sul clima sostenendo che il governo federale spende troppo denaro nella ricerca sul riscaldamento globale e imputando i cambiamenti di temperatura, ''quando esistono'' alle emissioni solari ed ai cicli oceanici. Dichiarando che all'agenzia mancava uno ''scopo preciso e chiaro ed una mancanza di leadership'', nel suo disegno di legge volge priorità alla sicurezza nazionale, alla costruzione di infrastrutture ed all'esplorazione spaziale umana.
Il 19 aprile 2018 il Senato ha confermato la sua nomina con 50 voti favorevoli e 49 contrari ed è divenuto il 13° amministratore dell'agenzia spaziale americana È stato il primo politico ad essere nominato al vertice della NASA, ruolo che in precedenza era stato assegnato solo a scienziati ed ingegneri.
La sua nomina è stata discussa per molto tempo in Senato, ben 15 mesi, in quanto fortemente osteggiata dal Partito Democratico ed anche da parte di alcuni componenti dello stesso Partito Repubblicano, che sostenevano l'opportunità di nominare un soggetto esperto di scienza.

### Le dimissioni dall'incarico
A seguito dell'avvicendamento presidenziale americano, il giorno dopo l'insediamento alla Casa Bianca di Joe Biden, Bridenstine si dimette dall'incarico. Al suo posto viene temporaneamente nominato Steve Jurczyk come amministratore sostituto fino alla copertura definitiva del ruolo.

## Vita privata
È sposato con Michelle Ivory. Ha due figli.